# NGC 7138
NGC 7138 est une vaste galaxie spirale barrée située dans la constellation de Pégase. Sa vitesse par rapport au fond diffus cosmologique est de 8 074 ± 24 km/s, ce qui correspond à une distance de Hubble de 119,1 ± 8,3 Mpc (∼388 millions d'al). NGC 7138 a été découverte par l'astronome allemand Albert Marth en 1864.
La classe de luminosité de NGC 7138 est I et elle présente une large raie HI. De plus, c'est une galaxie du champ, c'est-à-dire qu'elle n'appartient pas à un amas ou un groupe et qu'elle est donc gravitationnellement isolée. 
À ce jour, quatre mesures non basées sur le décalage vers le rouge (redshift) donnent une distance de 125,500 ± 9,815 Mpc (∼409 millions d'al), ce qui est à l'intérieur des valeurs de la distance de Hubble.